# Терський берег
Терський берег — назва південно-східного берега Кольського півострова від гирла Варзуги до мису Святий Ніс. Деякі джерела відносять до Терського берега і Кандалакський берег, вважаючи північно-західною межею вершину Кандалакської затоки Білого моря. Загальна протяжність Терського берега — приблизно 500 км. Велика частина Терського берега лежить за північним полярним колом.
Основні річки, що стікають до моря через узбережжя, — Поной та Стрельна.
В адміністративному плані Терский берег розділений між Ловозерським і Терським районами Мурманської області.
Села Олениця, Кашкаранці, Кузомень, Тетрино, Чапома, П'ялиця, Лумбовка лежать на Терському березі. Узбережжя заселили не пізніше 13-го століття помори.
Терський берег входить до зони прикордонної безпеки, призначеної для захисту кордонів Російської Федерації від небажаної діяльності. Для відвідування зони необхідний дозвіл, виданий місцевим управлінням ФСБ.